# Aikido društvo Zagreb
Aikido društvo Zagreb je prvi aikido klub u Zagrebu. Društvo slijedi učenje, filozofiju i aikido tehniku Kenjira Yoshigasakija.

## Povijest
Sve je započelo 1989. godine kad su se Davor Kudrna i Neven Zoković, vrativši se s aikido seminara u Beogradu zapitali zašto u Zagrebu nema mjesta gdje se može vježbati aikido. Davor, Neven, Davorov brat, Marijan Kudrna, te Dobroslav Jakovljević, četvorica entuzijasta i zaljubljenika zagrebački su pioniri vještine koja je u SFR Jugoslaviji postojala samo u Beogradu i Ljubljani. U Hrvatskoj je naprije stigla u Zadar, a tek onda u Zagreb, gdje je marljivo proučavaju članovi Aikido društva Zagreb. Aikido društvo Zagreb je osnovano 1992. kao prvo aikido društvo u Zagrebu i otada promiče sklad uma i tijela. 
U veljači nakon osnutka, osnivači su, u teškim ratnim vremenima kada su zagrebačke športske dvorane bile pune prognanika i izbjeglica, uspjeli organizirati u hladnoj športskoj dvorani u Sjemeništu na Šalati prvi zagrebački aikido seminar u pod vodstvom slovenskog majstora ki aikida iz Ljubljane Aleša Leskovšeka. Cijeli dvodnevni seminar se održao na parketu, a tehnike su se izvodile tako da su se partneri naizmjence bacali na dvije spojene stare smeđe kožne strunjače u sredini dvorane.
Već u svibnju 1992. su prvi puta sudjelovali na svojem prvom ki aikido međunarodnom seminaru u Ljubljani kojeg je vodio Kenjiro Yoshigasaki. Početkom studenog 1992. održali su u prepunoj dvorani Kulturno-informativnog centra u Preradovićevoj predavanje gdje su prvi puta javno prezentirali ki aikido vještinu.
Društvo je 1990-ih godina imalo treninge na raznim lokacijama u gradu: na Kineziološkom fakultetu (tada Fakultetu za fizičku kulturu), u dečjem vrtiću Različak u Palmotićevoj ulici, u Vrtlarskoj ulici u jednom privatnom praznom stanu iznad Vinogradske bolnice, u maloj dvorani osnovne škole u Trnskom, u Palmotićevoj 70 u sjedištu udruge Roterra. 
Od 2000. Aikido društvo Zagreb doživljava najveću ekspanziju gdje je težište svojeg rada prebacilo isključivo na Kineziološki fakultet te se zadržalo u prostorima udruge Roterra u Palmotićevoj. Broj aktivnih članova je narastao na oko 150 i treninzi su se održavali po nekoliko termina svaku večer tijekom cijelog tjedna. U to vrijeme iz redova vježbača profilirali su mnogi budući aikido instruktori koji su u svojim prebivalištima otvarali svoje klubove i dojo-e (u Osijeku, Daruvaru, Varaždinu, Bjelovaru, Sisku, Velikoj Gorici, Sesvetama, Puli i Labinu). Marijan Kudrna i Dobroslav Jakovljević su poticali razvoj aikida u dotičnim dojoima održavajući redovite seminare.
Godine 2007. članovi Aikido društva Zagreb ulaze u najam prostora u Draškovićevoj 46, u centru Zagreba, uređuju bivšu stolarsku radionicu i u travnju iste godine otvaraju svoj prvi dojo. Od tada su se treninzi rasporedili na termine u doju "Draška" i na Kineziološkom fakultetu. Od 2010. svi treninzi se održavaju u doju "Draška".
Godine 2013. Društvo je od Grada Zagreba dobilo prostor Paromlina za korištenje. Dotadašnji stanovnici beskućnici koji su se odselili, kroz godine svojeg djelovanja u objekt su dovukli toliku ogromnu masu robe, rabljenih, pa čak i novih zapakiranih stvari, starih dasaka, guma, deka, suđa i drugih zapanjujućih stvari. Hrpe stvari sezale su skoro do stropa šireći neopisiv smrad vlage, truleži i gnjileži. Zgrada je bila u potpunosti uništena. Nije imala nikakvih instalacija struje, vode i kanalizacije. Morali su se kopati kanali da bi se došlo do gradskih mreža vode, struje i kanalizacije. Međutim, Društvo je postepeno uspjelo, uz pomoć svojih članova i donatora, prostor staviti u funkciju. Danas se taj prostor naziva Kuća aikida i predstavlja sjedište Aikido društva Zagreb. Osnovna ideja koja prožima Kuću aikida jest širiti nenasilje u fizičkom svijetu, kako prema sebi, tako i prema drugima te omogućiti kvalitetnije življenje svim pojedincima kroz korištenje neograničenih potencijala uma i tijela.

## Programi
Aikido društvo Zagreb sprovodi aikido program s tri glavne komponente:
- Aikido za odrasle
- Aikido za djecu
- Samoobrana za žene

Pored ova tri programa Društvo organizira razne druge aktivnosti, kao što su: druženja uz čaj, promoviranje knjiga, sate japanskog krasopisa, ali i brojne druge sadržaje poput joge, tai chija, kyudo-a, kontemplacije i kettlebell treninga. Također ima svoje nakladništvo, objavljuju knjige o aikidu. Od 2006. godine Društvo svake godine u kolovozu organizira Međunarodni aikido seminar na Velebitu.
Aikido društvo Zagreb čine neovisni članovi, intelektualci i stručnjaci različitih akademskih disciplina, dobi i seksualnosti.

## Međunarodni aikido seminar
Aikido društvo Zagreb od 2006. svake godine u mjesecu kolovozu organizira Međunarodni aikido seminar. Seminar se od 2006. godine do 2010. godine organizirao u Baškim Oštarijama, na planini Velebit. Godine 2011. i 2013. seminar se privremeno izmjestio u mjestu Bale, a 2012. na planinu Bjelolasicu, da bi se 2013. na inzistiranje doshu-a Kenjira Yoshigasakija i vodećih shihana Europe vratio na Velebit. Goidine 2020. je zbog pandemije koronavirusa prvi puta seminar otkazan. Prvih godina seminar je trajao pet dana, a od 2015. traje šest dana.
Seminar se od 2014. održava u velikom šatoru, a svake godine sudjeluje oko 120 aikidoka. Rekord je bio 2009. godine kada je sudjelovalo oko 170 aikidoka. Sudionici su aikidoke iz cijele Hrvatske, ali dolaze i iz drugih država kao što su: Slovenija, Italija, Njemačka, Austrija, Mađarska, Bosna i Hercegovina, Srbija, Češka, Francuska, Belgija, Nizozemska, Španjolska, Rusija, Švedska, Finska, Danska, Velika Britanija, Irska, Sjedinjene Američke Države, Argentina i Čile. Prema navodima mnogih majstora, instruktora i samog doshu-a Kenjira Yoshigasakija, koji je voditelj svih seminara, Međunarodni aikido seminar na Velebitu je proglašen kao najbolji europski seminar.
Od 2006. do 2010. broj tatamija za potrebe seminara se povećavao, tako da je 2010. godine bilo 550m2 tatamija u dvorani. Kasnije je u šatoru svake godine prosječno bilo oko 400m2. Seminar je koncipiran tako da su treninzi tri puta dnevno, ranojutarnji, prijepodne i poslijepodne. Svaki trening (osim ranojutarnjeg) ima prvi dio predviđen za sve sudionike, drugi dio za instruktore, voditelje dojo-a i majstore. S obzirom na to da je otvoreno cijeli dan, svatko može doći i vježbati za sebe u bilo koje vrijeme. 
Međunarodni aikido seminar na Velebitu je organizacijski izuzetno zahtjevan seminar. Za svakog učesnika osiguraju se obroci a za sve učesnike pored vježbanja i razne zabave. Baške Oštarije su relativno izolirano mjesto, stoga mnogim strancima stvara otežan dolazak na seminar. Iz tog razloga, Aikido društvo Zagreb, članovi i instruktori te članovi drugih dojo-a bivaju na usluzi u dočekivanju i prijevozu stranaca na zračnim lukama u Hrvatskoj i njihovom vraćanju natrag. Tatamiji se osiguravaju tjednima ranije s više lokacija u Zagrebu i od dojo-a iz drugih gradova, pa se sve zajedno sa šleperom vozi na Velebit. Prvo se slaže šator, pa se slažu tatamiji. To zahtjeva koordinaciju velikog broja ljudi. Nakon seminara na isti način se vraćaju tatamiji, što ponekad zna trajati tjednima.

## Dojo-cho
| #  | Fotografija | Ime i prezime             | Mandat započeo | Mandat završen | Napomene |
| -- | ----------- | ------------------------- | -------------- | -------------- | -------- |
| 1. |             | Marijan Kudrna (r. 1969.) | 1992.          | trenutačno     |          |

## Vanjske poveznice
- Službena stranica Aikido društva Zagreb[neaktivna poveznica] (hr.) (pristupljeno 13. prosinca 2020.)